# BIND
BIND (Berkeley Internet Name Domain ou, como chamado previamente, Berkeley Internet Name Daemon) é o servidor para o protocolo DNS mais utilizado na Internet, especialmente em sistemas do tipo Unix, onde ele pode ser considerado um padrão de facto. Foi criado por quatro estudantes de graduação, membros de um grupo de pesquisas em ciência da computação da Universidade de Berkeley, e foi distribuído pela primeira vez com o sistema operacional 4.3BSD. O programador Paul Vixie, enquanto trabalhava para a empresa DEC, foi o primeiro mantenedor do BIND. Atualmente o BIND é suportado e mantido pelo Internet Systems Consortium.
Para a versão 9, o BIND foi praticamente reescrito. Ele passou a suportar, dentre outras funcionalidades, a extensão DNSSEC e os protocolos TSIG e IPv6.
O BIND possui diretórios e arquivos de configuração que possui os arquivos do banco de dados do domínio. os arquivos desse banco de dados desse domínio são chamado de arquivos de zona.

## História
Ele foi escrito originalmente no início da década de 1980 em um projeto suportado pela agência DARPA. Em meados dos anos 80, funcionários da DEC assumiram o seu desenvolvimento. Um destes funcionários era Paul Vixie, que continuou o seu trabalho com o BIND após deixar a empresa. Ele ajudou na criação da organização ISC que se tornou responsável pela manutenção do programa.
O desenvolvimento do BIND 9 foi realizado através de uma combinação de contratos comerciais e militares. A maioria das funcionalidades do BIND 9 eram promovidas por empresas fornecedoras de sistemas Unix que queriam garantir que o BIND se manteria competitivo com as ofertas de servidores DNS da Microsoft. Por exemplo, a extensão de segurança DNSSEC foi financiada pelos militares estadunidenses que perceberam a importância da segurança para o servidor DNS.

## Críticas
Assim como os programas Sendmail e WU-FTPD, e outros sistemas que remontam aos primeiros dias da Internet, as versões 4 e 8 do BIND tinham uma série de vulnerabilidades de segurança e, por isso, hoje o uso destas versões é fortemente desencorajado. Uma das motivações para reescrever o BIND, e lançar o BIND 9, foi disponibilizar um sistema mais seguro.

## GeoDNS
GeoDNS é um patch de apenas 40 linhas de código que permite ao BIND dar respostas diferentes dependendo da proximidade do cliente. Essa funcionalidade permitiria, por exemplo, que um latino-americano, em visita a um determinado sítio, fosse direcionada para um servidor no Brasil e um asiático para um servidor na Coréia, proporcionando um ganho de desempenho no acesso da Internet.